# Compton Wynyates
Compton Wynyates é uma residência senhorial de estilo Tudor situada em Warwickshire, Inglaterra, classificada como monumento de Grau I. Esta casa senhorial, datada do Período Tudor, é construída em tijolo vermelho e organizada em torno de um pátio central. Apresenta elementos castelados e torreões em algumas secções. Na sequência dos danos sofridos durante a Guerra Civil Inglesa, foram acrescentadas empenas em estrutura de madeira (enxaimel) para substituir partes destruídas do edifício.
A família Compton, que ainda hoje habita esta residência privada, surge nos registos como residente no local desde o ano de 1204. A família continuou a residir na casa senhorial na qualidade de cavaleiros e fidalgos do condado, até que Sir Edmund Compton (falecido por volta de c. 1493) decidiu, cerca de c. 1481, construir uma nova residência familiar.

## A casa de Edmund Compton
Edmund Compton mandou construir a casa com tijolos de uma tonalidade framboesa de notável intensidade. A casa, de planta quadrangular com quatro alas em torno de um pátio central, destaca-se pela espessura das suas paredes — cerca de 1,2 metros — que constituem o núcleo da actual mansão. Esta nova residência fortificada era totalmente rodeada por um fosso, parte do qual subsiste hoje sob a forma de um lago ornamental nos jardins. Existia ainda um segundo fosso (possivelmente seco) e uma segunda ponte levadiça. Contudo, a fortificação não foi o único critério considerado na construção: a fachada apresenta também decorações em tijolo escuro dispostos em padrão de losangos, bem como molduras decorativas que conferem variedade ao conjunto. Sobre a entrada principal figuram as Armas Reais de Inglaterra, suportadas pelo dragão e galgo, símbolos heráldicos dos reis Henrique VII e Henrique VIII. O arquitecto ou mestre pedreiro responsável pela obra permanece desconhecido.

## A casa de William Compton

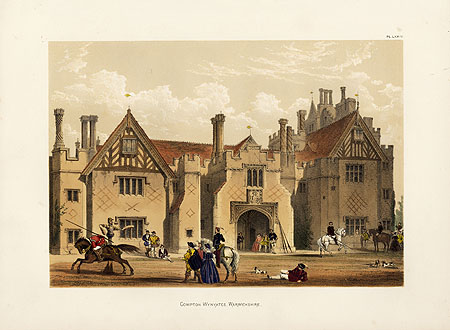
Representação romântica do portão de entrada de Compton Wynyates, século XIX.

Após a morte prematura de Edmund, o seu filho William Compton tornou-se tutorado da Coroa, conforme os costumes da época. Na corte de Henrique VII de Inglaterra, o jovem órfão, então com onze anos, tornou-se pajem do príncipe Henrique, de apenas dois anos, iniciando uma amizade duradoura que perduraria após a ascensão deste como Henrique VIII de Inglaterra. Como consequência dessa amizade, Henrique VIII concedeu a William — que viria também a destacar-se como herói militar — diversas recompensas, entre as quais o arruinado Castelo de Fulbroke, cujos elementos decorativos foram reaproveitados para ornamentar Compton Wynyates. Entre estes incluía-se uma imponente janela saliente envidraçada com brasões heráldicos, virada para o pátio a partir do grande salão; bem como várias janelas com múllions ornamentados com motivos de videiras.
Foi por volta de c. 1515 que se construíram o grande alpendre de entrada, a capela e diversas torres. Este foi o início de uma série de ampliações realizadas ao longo da década seguinte, sem preocupações com a simetria, altura ou regularidade: a casa foi sendo estendida conforme o espaço o permitia dentro do limite do fosso. As chaminés estriadas e em espiral, também datadas deste período, constituem um dos elementos mais emblemáticos da casa.
Ao contrário de muitas outras casas da época, Compton Wynyates não sofreu grandes alterações ao longo dos séculos. Tal deve-se ao facto de que, em 1574, o seu proprietário Henry Compton, 1.º Barão Compton, iniciou a construção de uma das mais notáveis casas senhoriais britânicas — Castelo de Ashby. Os Compton concentraram os seus recursos nesta nova residência ao longo do século seguinte, o que permitiu que Compton Wynyates sobrevivesse praticamente intacta como uma mansão Tudor exemplar, poupada às modernizações sucessivas.

## Visitas reais
A posição de William Compton como favorito de Henrique VIII fez com que a casa fosse visitada pelo rei em 1520. O rei Eduardo VI, em 1553, também foi hóspede da casa, referindo-se a ela no seu diário como "o lugar de Lorde Compton", e mencionando que almoçou ali. No ano seguinte, Maria I esteve em Compton Wynyates, tendo agraciado o proprietário com um cervo dos parques reais. Durante o reinado de Isabel I, Lorde Compton foi um dos cortesãos encarregados de a acompanhar no seu progressivo pelas Midlands Orientais em 1568; todavia, a rainha nunca visitou Compton Wynyates. Uma nova visita real teve lugar em 1603, com o rei Jaime I.

## A Guerra Civil Inglesa
Durante a Guerra Civil Inglesa, Compton Wynyates foi sitiada por tropas parlamentaristas. As forças realistas da família Compton resistiram, mas acabaram por capitular e a casa foi pilhada. Os danos infligidos ainda são visíveis, como as marcas de tiros de mosquete nos portões de madeira, bem como os danos causados por tiros de canhão numa das torres. A partir dessa altura, a casa foi deixada ao abandono. O então proprietário, o segundo Conde de Northampton, falecera heroicamente na Batalha de Hopton Heath, recusando render-se. Conta-se que, mesmo após ter sido ferido e intimado a render-se, terá respondido: "Jamais me renderei a um traidor", e continuou a lutar até ser abatido.
Nos séculos seguintes, a casa foi usada ocasionalmente como pavilhão de caça, e acabou por cair em ruínas.

## Restauro
A decadência de Compton Wynyates foi interrompida no século XIX, quando o Marquês de Northampton ordenou a restauração do edifício. Em 1835, o oitavo marquês decidiu vender a casa, mas após reflectir melhor, optou por restaurá-la. Grandes obras de restauro foram então empreendidas, preservando a integridade Tudor do conjunto. A casa foi novamente utilizada como residência da família Compton, sendo cuidadosamente mantida desde então.

## Descrição
Compton Wynyates é uma casa organizada em torno de um pátio central, com diversas alas e torres de alturas variadas, apresentando uma assimetria pitoresca típica do estilo Tudor. As suas altas chaminés ornamentadas, janelas com mainéis decorados, e o uso de tijolo vermelho com padrões geométricos escuros conferem-lhe um carácter distintivo. No interior, destacam-se o grande salão, a capela privada com tecto em caixotões e vitrais históricos, bem como quartos mobilados com peças de época e retratos dos membros da família Compton.
A casa está envolvida por jardins formais, lagos e relvados, situando-se num vale isolado, o que contribui para a sua atmosfera romântica e intemporal.

## Estado actual
Compton Wynyates continua a ser propriedade privada da família Compton e permanece habitada. Por essa razão, o acesso ao público é muito limitado. Em tempos, esteve aberta ao público durante certas épocas do ano, mas actualmente as visitas são extremamente raras, a fim de preservar a privacidade da família.
A casa é um exemplo raro e praticamente intacto da arquitectura senhorial Tudor inglesa, valorizada tanto pela sua autenticidade como pelo contexto histórico em que se insere.